# Apostelkirche (Deezbüll)

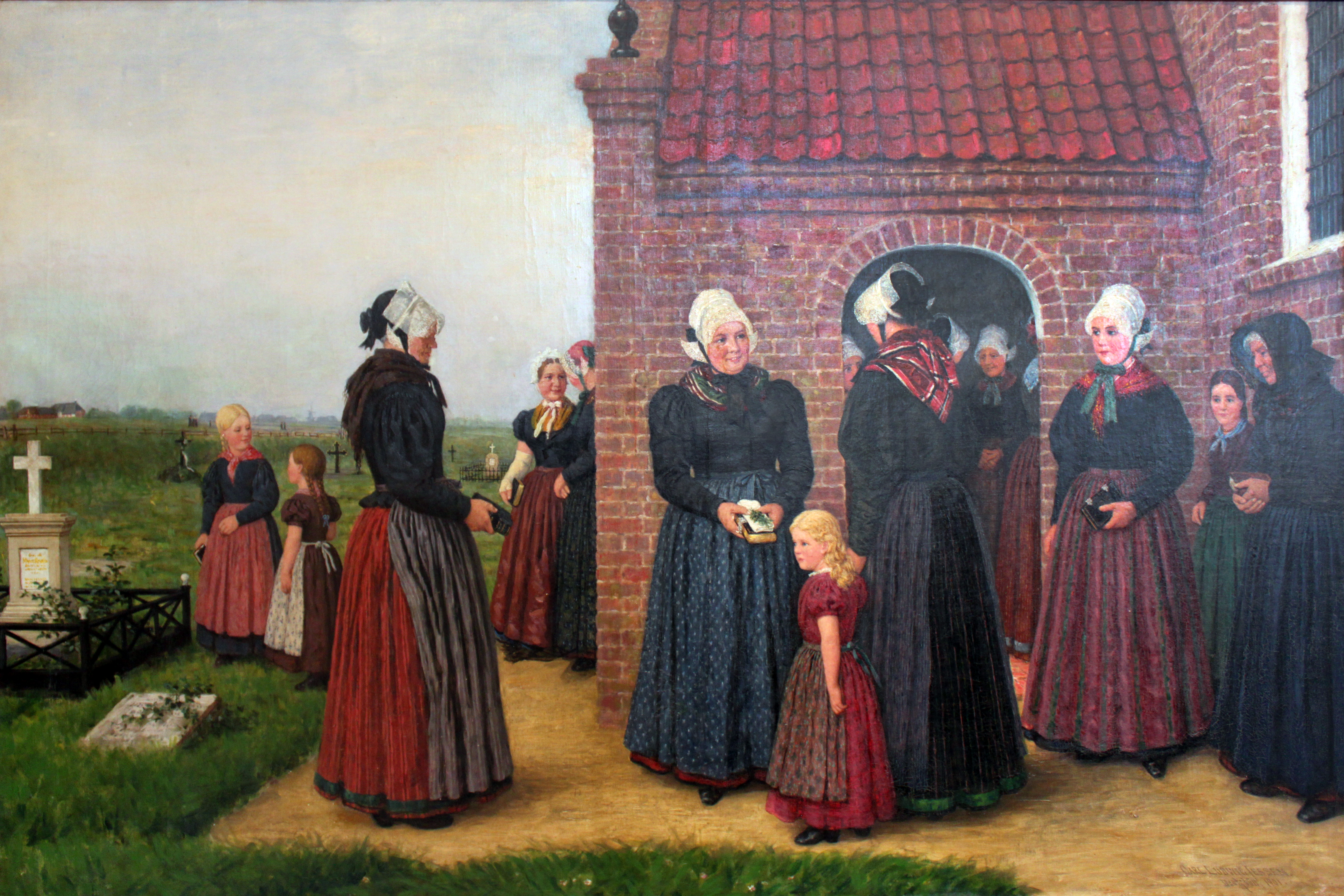
Die Apostelkirche auf einem Gemälde von Carl Ludwig Jessen, 1901

Die Apostelkirche in Deezbüll, einem Ortsteil von Niebüll, ist ein denkmalgeschütztes Kirchengebäude im Kreis Nordfriesland (Schleswig-Holstein). Die gotische Kirche steht inmitten eines Friedhofes. Die Evangelisch-Lutherische Kirchengemeinde Niebüll gehört zum Kirchenkreis Nordfriesland in der Evangelisch-Lutherischen Kirche in Norddeutschland. Den Namen Apostelkirche bekam das Gebäude 1993, vermutlich wegen der vielen Aposteldarstellungen in der Kirche. Hinweise auf einen ehemaligen Kirchenpatron sind nicht überliefert.

## Geschichte und Architektur
Die Kirche wurde im 14. Jahrhundert im gotischen Stil in rotem Backstein errichtet. Durch Reparaturen und Umbauten hat sie im Laufe der Jahrhunderte ihr Erscheinungsbild geändert, die Nordseite ist noch weitgehend im ursprünglichen Zustand erhalten und vermittelt ein entsprechendes Bild. Das Nordportal ist spitzbogig und abgetreppt, es wurde vermauert. Die Wand östlich davon ist durch zwei spitzbogige Fenster mit Lisenen gegliedert. Westlich vom Portal sind Fenster aus jüngerer Zeit zu sehen. Der ursprüngliche Chor und der Chorbogen wurden 1751 abgebrochen und erneuert. Der neue Chor war höher und breiter, so dass eine Saalkirche entstand. An die Südwand wurde ein kleines Vorhaus angefügt. In den hellen Kirchenraum wurde eine Balkendecke eingezogen. An der Westseite befindet sich eine Empore, die den Kirchenraum dominiert. Sie ist mit Bildern der Apostel und Christus geschmückt.
Die Orgelempore ist mit Bildern von Carl Ludwig Jessen ausgestattet. Sie zeigen David, Cäcilie, Paulus und Johannes. Die Bilder wurden der Kirche 1914 von Jessen geschenkt. Der Maler und seine Familie sind auf dem Friedhof der Kirche beigesetzt.

## Turm
Die Kirche war am Anfang ohne Turm, ein erster gotischer Turm wurde im 15. Jahrhundert hochgezogen; 1964 wurde der heutige, mit Backstein verkleidete Turm errichtet. Schon in den 2010er Jahren wurden erhebliche Schäden am Mauerwerk festgestellt. Auf verschiedenen Ebenen dringt Wasser ein und verursacht Feuchtigkeitsschäden. Da sich das Mauerwerk teilweise mit Wasser vollsaugt, platzt dieses bei Frost auf.

## Ausstattung

### Hauptaltar
Der Tisch des Altares wurde 1961, mittelalterlich nachempfunden, in Backstein gemauert. Der mittlere Teil des Altares besteht aus einem Schrein in der Mitte und zwei Flügeln, die von einem ehemals fünfflügeligen Altar aus Eiche stammen. Die Darstellung der Krönung Mariens im mittleren Schrein wird auf beiden Seiten von je drei Figuren begleitet. In den beiden Flügeln stehen jeweils vier Figuren. Hierbei handelt es sich um die zwölf Apostel und die Figuren des Christophorus und des Vincentius von Valencia. Dem Vincentius ist als Attribut ein Mühlstein beigegeben. Alle Figuren stehen unter geschnitzten Baldachinen, die mit wellenartigen Ornamenten verziert sind. Diesem gotischen Teil des Altares wurde zum Ende des 17. Jahrhunderts ein barocker Aufbau aufgesetzt. In dessen Zentrum ist zwischen zwei gewundenen Säulen ein Gemälde mit der Kreuzigungsszene zu sehen. Auf dem Bilderrahmen befindet sich ein geschnitzter Engelskopf, der mit einer Figur des Salvator bekrönt ist. Auf beiden Seiten des Bildes zieht sich Arkanthusrankenwerk über den gotischen Flügel hin. Im Zentrum der Predella befindet sich ein Gemälde von Carl Ludwig Jessen, es zeigt in bunter Darstellung das letzte Abendmahl. Für die Apostel nahm der Maler Menschen aus der Gegend als Modell, er selbst ist mit langem weißen Bart dargestellt.

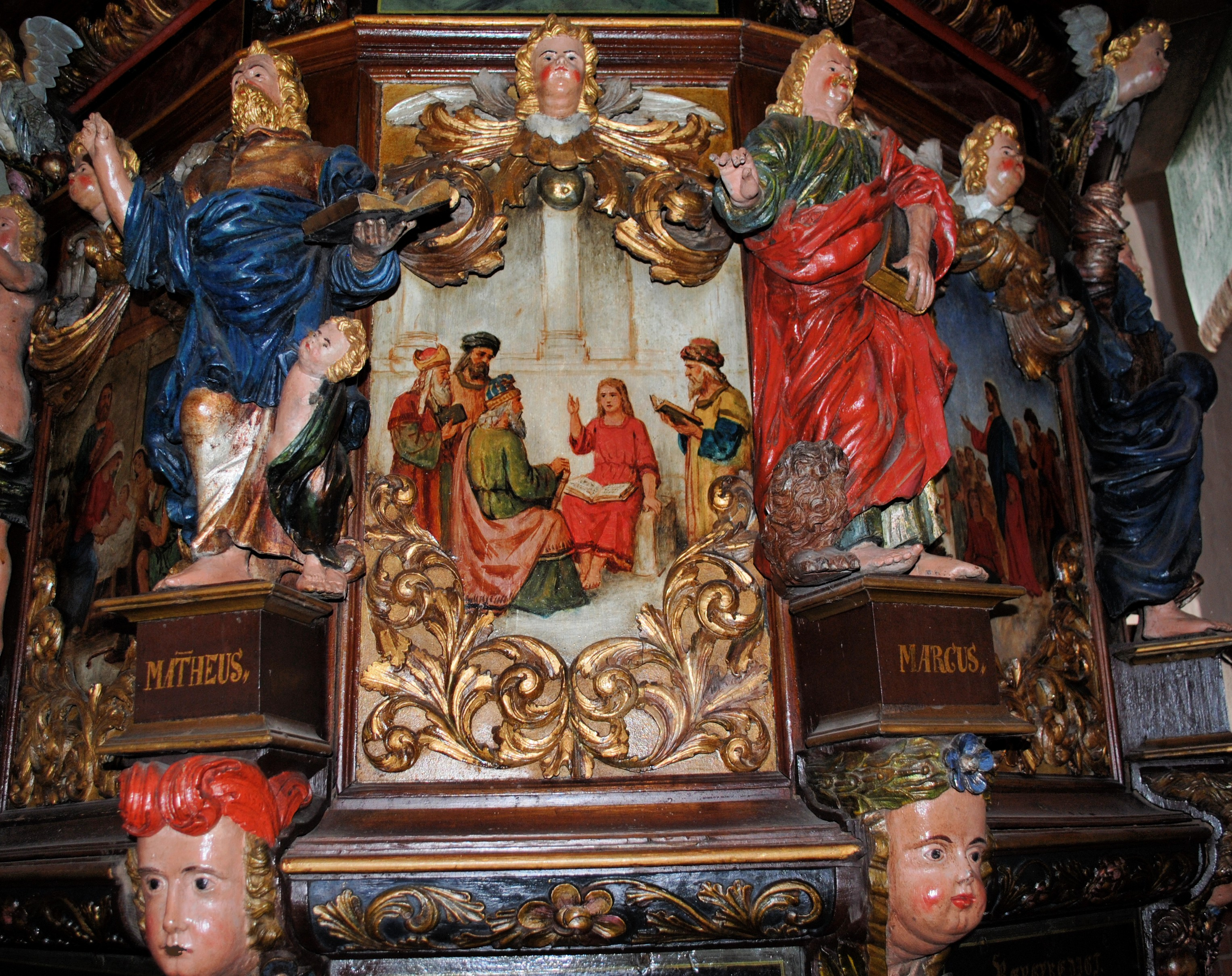
Ausschnitt der Kanzelbrüstung

### Kanzel

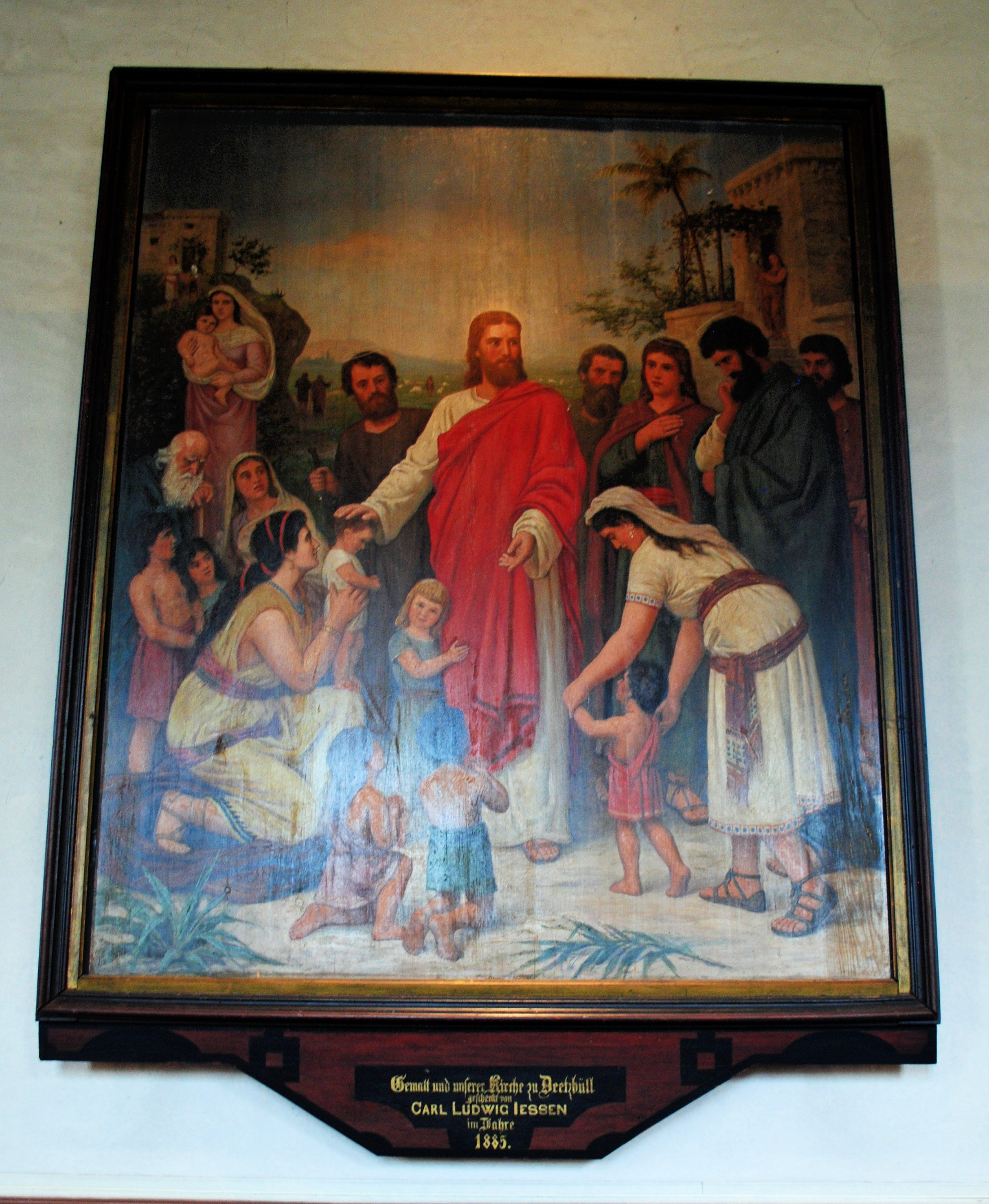
Gemälde von C.L. Jessen

Die Kanzel und der Schalldeckel wurden 1730 von Jens Süncksen aus Langenhorn geschnitzt. Als Vorbild diente die Kanzel der Kirche in Langenhorn, die Süncksens Vater Söncke Jensen 1684 anfertigte. Der Kanzelkorb steht über den fünf Seiten eines Achteckes, die sechste Seite schließt stumpfwinklig an. In den Ecken der Felder stehen die freiplastischen Figuren des Adam, des Matthäus, des Markus, des Salvator, des Lukas, des Johannes und des Moses. Die Bilder in den Feldern malte C. L. Jessen, sie zeigen Christi Geburt, den zwölfjährigen Jesus im Tempel, die Bergpredigt, das letzte Abendmahl, die Kreuzigung und Christi Himmelfahrt. Die Kanzel wird von einer Petrusfigur getragen.

### Sonstige Ausstattung
- Eine Glocke wurde 1812 von der Glockengießerei Beseler in Rendsburg gegossen, sie wurde später an die Osterkapelle in Niebüll abgegeben.[9] Heute hängen im Turm drei Glocken.[4]
- Das romanische Taufbecken aus Granit ist nachweislich älter als die Kirche, ein quadratischer Sockel trägt die Cuppa, er ist an den vier Ecken mit Köpfen verziert. Es sind noch Reste älterer Fassung erhalten.
- Das Gemälde an der Nordwand zeigt das letzte Abendmahl, darüber befinden sich drei Figuren (Christus und seine Häscher) eines ehemaligen gotischen Altares.
- An der Nordwand hängt das sogenannte Riffelbild, ein Vexierbild. Es wurde 1829 von Peter van der Wettering gestiftet. Normalerweise bestehen solche Bilder aus zwei Teilen, dieses allerdings aus drei. Die Frontseite zeigt die Auferstehung Christi, von rechts ist die Dornenkrönung zu sehen und von links wird die Geißelung sichtbar.
- Die Huthalter an der Westwand sind bemerkenswert, diese schmiedeeisernen Arbeiten repräsentieren in besonderer Weise die typische Volkskunst des 18. Jahrhunderts.[10]
- An der Südwand zwischen den Fenstern hängt das Gemälde „Christus segnet die Kinder“ von C.L. Jessen. Es stammt aus dem Jahr 1885
- Ein Lutherbild befindet sich auf der Orgelempore und stammt von Carl Friedrich Kroymann aus Eckernförde.
- Die erste Orgel für diese Kirche stiftete C.L.Jessen im Jahr 1888. Sie wurde damals von der Werkstatt Marcussen und Sohn, Apenrade,  im romantischen Stil gefertigt und hatte 6 Register und Pedal. Im Jahre 1976 wurde sie durch die Orgelbauwerkstatt Andresen erweitert und verfügt heute über 13 Stimmen.[11]